# Paraw-Bibi-Schrein
Der Paraw-Bibi-Schrein ist eine der bedeutendsten und meistbesuchten Pilgerstätten in Turkmenistan. Er ist der Legende um die schöne Frau Paraw Bibi gewidmet.

## Lage
Der Schrein liegt nahe der Stadt Gyzylarbat im Balkan welaýaty an der Schienen- und Straßenverbindung zwischen der turkmenischen Hauptstadt Aşgabat und der Provinzhauptstadt Balkanabat. Das kleine Dorf in unmittelbarer Nähe der Pilgerstätte heißt Paraw, ebenfalls benannt nach der hier verehrten Heldin Paraw Bibi.

## Legende
Der Legende nach war Paraw Bibi eine außergewöhnlich schöne Frau, die auf Grund ihrer Schönheit von den anderen Frauen beneidet wurde. Als der Ort, in dem Bibi lebte, von Feinden angegriffen wurde, bot eine eifersüchtige Frau den Angreifern einen Handel an: Sie bekämen Paraw Bibi, wenn sie dafür die Stadt nicht angriffen und weiterzögen. Paraw Bibi erfuhr von dieser Verschwörung und verwandelte die missgünstige Frau in einen schwarzen Stein. Daraufhin ging sie in die umliegenden Berge und blickte auf die Feinde und ihren Heimatort hinab. Sie erkannte, dass die Feinde im Begriff waren, den Ort anzugreifen. Um den nahenden Feinden nicht in die Hände zu fallen, befahl Bibi dem Berg, sich zu öffnen. Dieser tat einen Spalt auf und Bibi verschwand in den Berg und rettete sich so vor den Angreifern. Nach diesem Wunder wurde an der Stelle im Berg, wo Bibi verschwunden sein soll, ein Schrein in Gedenken an sie gebaut. In der Umgebung wurden zahlreiche Steine gefunden, die mit der Legende in Verbindung gebracht werden, darunter eine angeblich versteinerte Wassermelone, die Bibi kurz vor ihrer Flucht gegessen haben soll.

## Pilgerstätte
Der Schrein befindet sich einige Hundert Meter erhöht an der Stelle, wo Bibi im Fels verschwunden sein soll. Bei dem Schrein selbst handelt es sich um ein sehr kleines, weißes Gebäude, erbaut in für die Region typischer Architektur. Der Eingang ist mit einem Iwan gestaltet und der Hauptraum von einer Kuppel überdacht. An drei Seiten wird das Gebäude von Felswänden umgeben, von der vierten Seite kann das Gebäude über eine weiße Treppe erreicht werden. An dem Schrein befinden sich zahlreiche Steine, die Bibi bei ihrer Flucht berührt oder gesehen haben soll und denen daher besondere Kräfte nachgesagt werden. Pilger nehmen sie in die Hand und versuchen, sie mit Daumen und Zeigefinger zu balancieren. Gelingt diese, ist man – je nach Interpretation – frei von Sünde oder man hat einen Wunsch frei. Unterhalb des Schreins befindet sich eine einfache Pilgerherberge mit einem überdachten Vorplatz zum Essen und für Versammlungen.

## Bedeutung
Täglich reisen mehrere Hundert Pilger zum Paraw-Bibi-Schrein, sodass dieser eine der bedeutendsten Pilgerstätten des Landes ist. Selbst zu Sowjetzeiten wurde der Schrein von zahlreichen Pilgern aufgesucht. Heute sind vor allem Frauen unter den Besuchern, die an dem Schrein um Fruchtbarkeit bitten.